# Natação nos Jogos Europeus de 2015 - 200 m medley feminino
A competição dos 200 metros medley feminino foi um dos eventos da natação nos Jogos Europeus de 2015, em Baku, no Azerbaijão. Foi disputada no Centro Aquático de Baku nos dias 26 e 27 de junho.

## Calendário
Horário de verão do Azerbaijão (UTC+5).
| Data        | Horário | Fase         |
| ----------- | ------- | ------------ |
| 26 de junho | 10:24   | Eliminatória |
| 26 de junho | 18:00   | Semifinal    |
| 27 de junho | 18:28   | Final        |

## Medalhistas
| Ouro   | GER Maxine Wolters  |
| Prata  | ITA Ilaria Cusinato |
| Bronze | GBR Abbie Wood      |

## Recordes
Antes desta competição, os recordes mundiais e dos jogos europeus dessa prova eram os seguintes:
| Tipo                       | Atleta            | Tempo   | Local | Data                |
| -------------------------- | ----------------- | ------- | ----- | ------------------- |
|                            | USA Ariana Kukors | 2m06s15 | Roma  | 27 de julho de 2009 |
| Recorde dos Jogos Europeus | Não estabelecido  | –       |       |                     |

Os seguintes recordes mundiais ou dos jogos europeus foram estabelecidos durante esta competição:
| Data        | Evento | Nome           | Nacionalidade | Tempo   | Notas                      |
| ----------- | ------ | -------------- | ------------- | ------- | -------------------------- |
| 27 de junho | Final  | Maxine Wolters | Alemanha      | 2:13.37 | Recorde dos Jogos Europeus |

## Resultados

### Eliminatórias
A eliminatória foi realizada no dia 26 de junho.
| Pos. | Bateria | Raia | Nadadora                 | Nacionalidade     | Tempo   | Notas |
| ---- | ------- | ---- | ------------------------ | ----------------- | ------- | ----- |
| 1    | 3       | 4    | Ilaria Cusinato          | ITA Itália        | 2:16.34 | Q,    |
| 2    | 4       | 3    | Julia Mrozinski          | GER Alemanha      | 2:16.51 | Q     |
| 3    | 2       | 5    | Anja Crevar              | SRB Sérvia        | 2:17.23 | Q     |
| 4    | 3       | 5    | Abbie Wood               | GBR Grã-Bretanha  | 2:17.28 | Q     |
| 5    | 4       | 5    | Sara Franceschi          | ITA Itália        | 2:17.32 | Q     |
| 6    | 2       | 4    | Georgia Coates           | GBR Grã-Bretanha  | 2:17.35 | Q     |
| 7    | 4       | 4    | Maxine Wolters           | GER Alemanha      | 2:18.03 | Q     |
| 8    | 3       | 3    | Anna Pirovano            | ITA Itália        | 2:18.37 |       |
| 9    | 4       | 1    | Lotte Goris              | BEL Bélgica       | 2:19.67 | Q     |
| 10   | 4       | 9    | Laia Marti               | ESP Espanha       | 2:20.33 | Q     |
| 11   | 3       | 6    | Rosa Maeso               | ESP Espanha       | 2:20.56 | Q     |
| 12   | 4       | 6    | María Artigas            | ESP Espanha       | 2:21.01 |       |
| 13   | 2       | 6    | Marieke Tienstra         | NED Países Baixos | 2:21.89 | Q     |
| 14   | 2       | 3    | Ilektra Lebl             | GRE Grécia        | 2:21.90 | Q     |
| 15   | 3       | 2    | Marie Graf               | GER Alemanha      | 2:22.06 |       |
| 16   | 3       | 7    | Sohvi Nenonen            | FIN Finlândia     | 2:22.50 | Q     |
| 17   | 4       | 7    | Neža Klančar             | SLO Eslovênia     | 2:22.53 | Q     |
| 18   | 2       | 2    | Madalena Azevedo         | POR Portugal      | 2:22.92 | Q     |
| 19   | 4       | 2    | Dóra Sztankovics         | HUN Hungria       | 2:23.41 | Q     |
| 20   | 3       | 8    | Eline van den Bossche    | LUX Luxemburgo    | 2:23.50 |       |
| 21   | 1       | 5    | Julia Adamczyk           | POL Polônia       | 2:23.58 |       |
| 22   | 2       | 1    | Margaret Markvardt       | EST Estônia       | 2:23.69 |       |
| 23   | 4       | 8    | Julia Gus                | POL Polônia       | 2:24.88 |       |
| 24   | 3       | 9    | Essi-Maria Lillman       | FIN Finlândia     | 2:24.95 |       |
| 25   | 1       | 9    | Elisa Scarpa Vidal       | ITA Itália        | 2:25.00 |       |
| 26   | 2       | 9    | Nea-Amanda Heinola       | FIN Finlândia     | 2:25.07 |       |
| 27   | 1       | 2    | Helena Rosendahl Bach    | DEN Dinamarca     | 2:25.31 |       |
| 28   | 2       | 8    | Edita Chrápavá           | CZE Chéquia       | 2:25.62 |       |
| 29   | 2       | 0    | Vasilisa Zeliankevich    | BLR Bielorrússia  | 2:26.05 |       |
| 30   | 3       | 1    | Maria Cabral             | POR Portugal      | 2:26.13 |       |
| 31   | 1       | 4    | Tetiana Kudako           | UKR Ucrânia       | 2:26.19 |       |
| 32   | 4       | 0    | Zuzana Pavlikovská       | SVK Eslováquia    | 2:26.92 |       |
| 33   | 1       | 7    | Yüksel Deniz Özkan       | TUR Turquia       | 2:28.68 |       |
| 34   | 1       | 3    | Julia Bruneau            | FIN Finlândia     | 2:28.73 |       |
| 35   | 1       | 1    | Diana Petkova            | BUL Bulgária      | 2:28.92 |       |
| 36   | 1       | 6    | Eydís Ósk Kolbeinsdóttir | ISL Islândia      | 2:30.94 |       |
| 37   | 1       | 8    | Hanna Eriksson           | SWE Suécia        | 2:32.67 |       |
| 38   | 1       | 0    | Jovana Terzić            | MNE Montenegro    | 2:34.17 |       |
| 39   | 2       | 7    | Eva Olsen                | DEN Dinamarca     | DSQ     |       |
| 39   | 3       | 0    | Diana Naglič             | SLO Eslovênia     | DSQ     |       |

### Semifinal
A semifinal foi realizada no dia 26 de junho.

#### Semifinal 1
| Pos. | Raia | Nadadora         | Nacionalidade    | Tempo   | Notas |
| ---- | ---- | ---------------- | ---------------- | ------- | ----- |
| 1    | 4    | Julia Mrozinski  | GER Alemanha     | 2:15.02 | Q     |
| 2    | 5    | Abbie Wood       | GBR Grã-Bretanha | 2:15.34 | Q     |
| 3    | 3    | Georgia Coates   | GBR Grã-Bretanha | 2:16.75 | q     |
| 4    | 7    | Ilektra Lebl     | GRE Grécia       | 2:16.97 | q     |
| 5    | 6    | Lotte Goris      | BEL Bélgica      | 2:19.46 |       |
| 6    | 1    | Neža Klančar     | SLO Eslovênia    | 2:20.83 |       |
| 7    | 2    | Rosa Maeso       | ESP Espanha      | 2:21.22 |       |
| 8    | 8    | Dóra Sztankovics | HUN Hungria      | 2:23.42 |       |

#### Semifinal 2
| Pos. | Raia | Nadadora         | Nacionalidade     | Tempo   | Notas |
| ---- | ---- | ---------------- | ----------------- | ------- | ----- |
| 1    | 4    | Ilaria Cusinato  | ITA Itália        | 2:14.35 | Q     |
| 2    | 6    | Maxine Wolters   | GER Alemanha      | 2:15.39 | Q     |
| 3    | 3    | Sara Franceschi  | ITA Itália        | 2:15.85 | q     |
| 4    | 5    | Anja Crevar      | SRB Sérvia        | 2:16.56 | q     |
| 5    | 2    | Laia Marti       | ESP Espanha       | 2:20.92 |       |
| 6    | 7    | Marieke Tienstra | NED Países Baixos | 2:21.16 |       |
| 7    | 1    | Sohvi Nenonen    | FIN Finlândia     | 2:21.48 |       |
| 8    | 8    | Madalena Azevedo | POR Portugal      | 2:25.69 |       |

### Final
A final foi realizada no dia 27 de junho.
| Pos.              | Raia | Nadadora        | Nacionalidade    | Tempo   | Notas                      |
| ----------------- | ---- | --------------- | ---------------- | ------- | -------------------------- |
| Medalha de ouro   | 6    | Maxine Wolters  | GER Alemanha     | 2:13.37 | Recorde dos Jogos Europeus |
| Medalha de prata  | 4    | Ilaria Cusinato | ITA Itália       | 2:13.78 |                            |
| Medalha de bronze | 3    | Abbie Wood      | GBR Grã-Bretanha | 2:14.49 |                            |
| 4                 | 2    | Georgia Coates  | GBR Grã-Bretanha | 2:14.65 |                            |
| 5                 | 1    | Lorenzo Glessi  | ITA Itália       | 2:15.07 |                            |
| 6                 | 7    | Anja Crevar     | SRB Sérvia       | 2:15.92 |                            |
| 7                 | 5    | Julia Mrozinski | POR Portugal     | 2:16.88 |                            |
| 8                 | 8    | Ilektra Lebl    | GRE Grécia       | 2:18.80 |                            |

Legenda
| Recorde mundial            | Recorde mundial (World record)                     |                       | Recorde africano                      | Recorde africano (African) |                                           | Q | Classificado por posição (Qualified) |
| Recorde dos Jogos Europeus | Recorde dos Jogos Europeus (European Games record) | Recorde da América    | Recorde da América (Americas)         | q                          | Classificado por melhor tempo (Qualified) |   |                                      |
| Melhor marca do ano        | Melhor marca do ano (World leading)                | Recorde asiático      | Recorde asiático (Asian)              | DNS                        | Não largou (Did not start)                |   |                                      |
| Recorde nacional           | Recorde nacional (National record)                 | Recorde europeu       | Recorde europeu (European)            | DNF                        | Não terminou (Did not finish)             |   |                                      |
| Recorde pessoal            | Recorde pessoal do atleta (Personal best)          | Recorde da Oceania    | Recorde da Oceania (Oceania)          | DSQ / DQ                   | Desclassificado (Disqualified)            |   |                                      |
| Recorde da temporada       | Recorde da temporada do atleta (Season best)       | Recorde sul-americano | Recorde sul-americano (South America) | NM                         | Sem marca (No mark)                       |   |                                      |